# Anillo de Nameisis
El anillo de Nameisis (en letón: Nameja gredzens) es un anillo letón tradicional que representa la independencia, la amistad y la confianza letona, y simboliza la unidad de tres antiguas tierras letonas: Kurzeme, Latgale y Vidzeme.

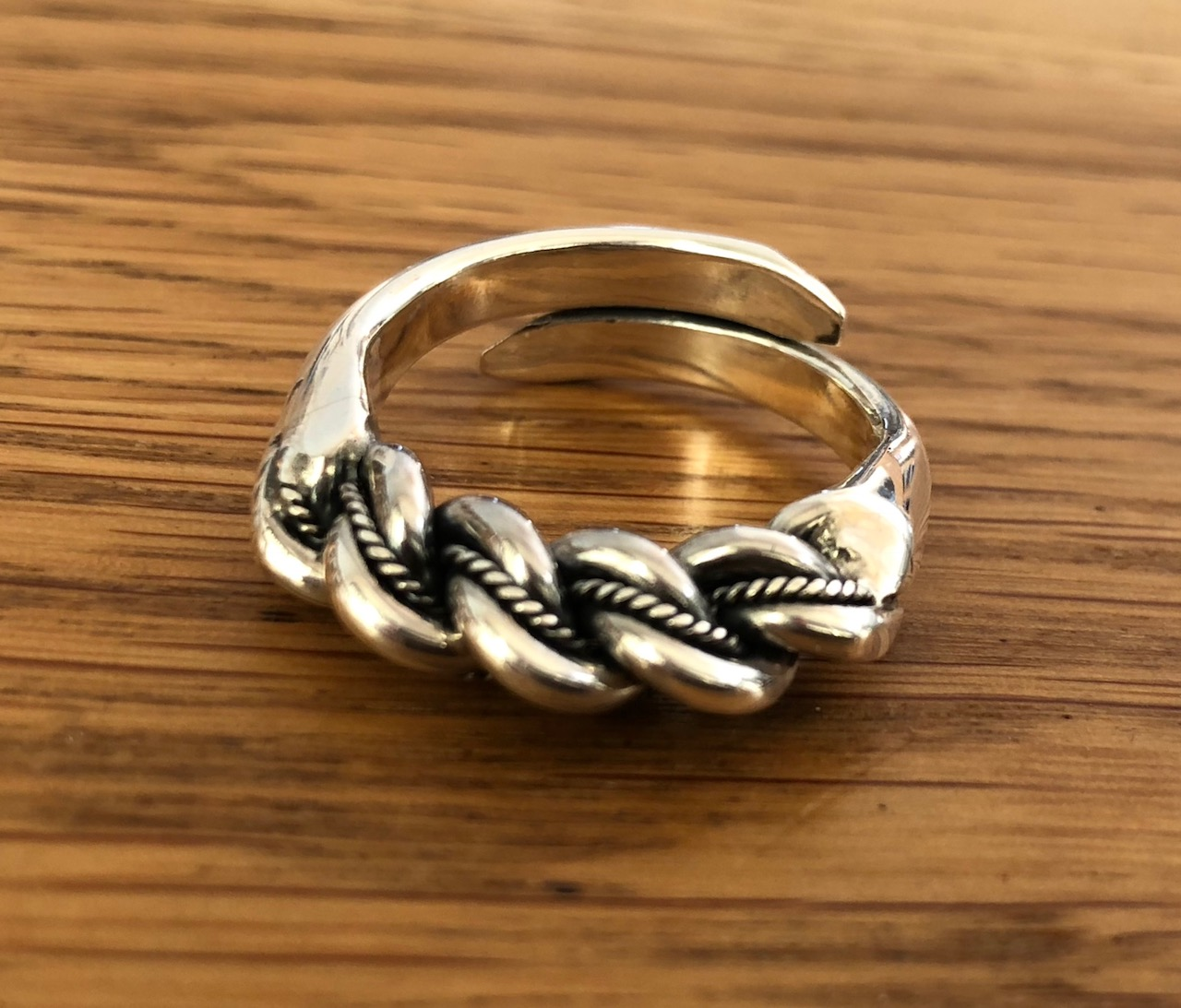
El anillo de Nameisis

El anillo se produjo por primera vez en el siglo XII. El anillo de Nameisis es un símbolo común en la cultura letona. En 1928, Aleksandrs Grīns escribió una novela titulada "Nameja gredzens" ("El Anillo de Nameisis"), que popularizó el anillo y su simbolismo. En 2018, Aigars Grauba produjo una película llamada El anillo del Rey (en inglés:The Pagan King; en letón: Nameja gredzens), que representa una versión alternativa de la leyenda del anillo.

## Descripción
El anillo de Nameisis se ha convertido en una figura central en la joyería letona, debido a su diseño y significado mitológico. El clásico anillo de Nameisis consta de tres bandas principales tejidas entre sí. Representa la unidad de las tres regiones históricas de Letonia.

## Leyenda
Hay muchas leyendas sobre los orígenes del anillo de Nameisis, particularmente en relación con Nameisis, el líder de los semigalianos en el siglo XIII, quien se dice que inventó el diseño de Nameisis como se lo conoce popularmente. Según la leyenda, Nameisis fue uno de los últimos guerreros en luchar contra la invasión de los cruzados alemanes en el territorio de Letonia. Huyó al exilio en Lituania, pero como regalo de despedida le dio a su hijo un anillo de metal retorcido para que su padre lo reconociera a su regreso. El hijo de Namejsis estaba en peligro cuando los alemanes descubrieron el secreto del anillo. Los alemanes salieron en busca del hijo de Nameisis para cristianizarlo y obligarlo a rendirse. Se dice que casi todos los niños y hombres de Semigalia hicieron anillos similares y los usaron para proteger la identidad del niño. 
Según otra leyenda, los cruzados alemanes se trasladaron lentamente al territorio letón en la Edad Media, tomando el control de una tribu tras otra. Después de una batalla perdida contra caballeros alemanes, Nameisis se vio obligado a retirarse a Lituania junto con su familia y su tribu. Allí ordenó que se hicieran los anillos y se los dio a su gente más cercana como símbolo de amistad y confianza. Las trenzas cercanas expresan la solidaridad de la nación letona.

## Numismática

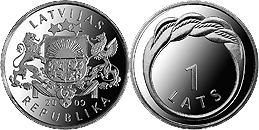
1 lats letón con la imagen del anillo de Nameisis

El 8 de junio de 2009, el Banco de Letonia emitió una nueva moneda de 1 Lats letón con la imagen del anillo de Nameisis que encierra el número 1 (el valor de la moneda), en el reverso. Fue moneda de curso legal en Letonia hasta la adopción de la moneda Euro en 2014.